# Брејди Лејк (Охајо)
Брејди Лејк (енгл. Brady Lake) град је у америчкој савезној држави Охајо.

## Демографија
По попису из 2010. године број становника је 464, што је 49 (-9,6%) становника мање него 2000. године.
| Група             | 2000.       | 2010.       |
| Белци             | 495 (96,5%) | 435 (93,8%) |
| Афроамериканци    | 8 (1,6%)    | 1 (0,2%)    |
| Азијати           | 0 (0,0%)    | 5 (1,1%)    |
| Хиспаноамериканци | 4 (0,8%)    | 4 (0,9%)    |
| Укупно            | 513         | 464         |